# Odontolytes denominata
Odontolytes denominata är en skalbaggsart som beskrevs av Louis Alexandre Auguste Chevrolat 1864. Odontolytes denominata ingår i släktet Odontolytes och familjen Aphodiidae. Inga underarter finns listade i Catalogue of Life.